# Boogiepop Phantom
Boogiepop Phantom (яп. ブギーポップは笑わない Boogiepop Phantom Буги:поппу ва вараванай Boogiepop Phantom, досл. «Бугипоп никогда не смеётся: Boogiepop Phantom») — аниме-сериал, созданный на студии Madhouse в сотрудничестве с Triangle Staff по сюжету серии ранобэ Кёхэя Кадоно Boogiepop. Премьера состоялась в 2000 году на японском телеканале TV Tokyo. Хронологически сюжет идёт после событий Boogiepop and Others и делает отсылки к Boogiepop at Dawn.

## Сюжет
Boogiepop Phantom состоит из 12 серий, история рассказывается от лица различных персонажей. Сюжет излагается нелинейно. Каждая серия посвящена разным персонажам, вовлечённым в основные события. Многие сцены показаны дважды под разным углом зрения. Описаны три периода времени — прошлое пятилетней давности, когда в городе орудовал маньяк; события вокруг странного столпа света, появившегося месяц назад; и настоящее, в котором наблюдаются последствия таинственного появления этого столпа.
5 лет назад Наги Кирима (яп. 霧間凪) находилась в больнице. Её тело эволюционировало, но фактически она умирала. Симпэй Курода, член организации Това, подружился с ней и выкрал в своей организации лекарство, которое спасло ей жизнь, но сбегая из больницы он был смертельно ранен.
Тока Миясита (яп. 宮下藤花), обычная школьница, столкнулась с ним, когда он умирал, что пробудило в ней вторую личность — «Бугипопа» (яп. ブギーポップ) . Доктор Кисуги наблюдала за удивительным излечением Наги и, обнаружив лекарство, начала проводить тесты. Оказалось, что оно пробуждает в людях сверхъестественные способности. Кисуги начала тестировать лекарство на своих пациентах, что привело к ухудшению их состояния. Наги расследует странные смерти и выясняет, что Кисуги — серийный убийца. Вместе с Бугипопом она справляется с ней.
Месяц назад из лаборатории организации Това сбегает Мантикор, несовершенный клон Эхо, пришельца, захваченного организацией 5 лет назад. Мантикор убивает Минако Юрихару, намереваясь принять её облик и занять её место, но её вычисляет Масами Саотомэ. Вместе они берутся за разработку наркотика «Тип С», подчиняющего людей. В то же время они начинают убивать школьников, чтобы Мантикор мог их поглощать. Эхо, преследуя Мантикора, сам сбегает из лаборатории и встречает Наги Кириму, расследующую исчезновения школьников. Мантикор и Масами заманивают Наги и Эхо в ловушку, убивают девушку и ранят пришельца, но вмешавшийся Бугипоп удерживает их. Тем временем Эхо обращается в столп света, пронзающий небеса, убивая Мантикора, тогда как Масами погибает, влетая в колонну света. Перед тем как покинуть планету Эхо воскрешает Наги.
Теперь, месяц спустя, когда начинаются события аниме, в городе наблюдаются последствия произошедшего. Голограмма случившегося постоянно проигрывается на улицах, смешивая реальность и прошлое, что приводит к эволюции горожан. Мантикор продолжает существовать в виде своеобразного призрака, искушающего и поедающего людей. Другой призрак в городе — Фантом Бугипоп, женщина, рождённая в столбе света и скопировавшая костюм Мияситы. Сериал рассказывает о том, что происходит с теми, кто переживает эволюцию, как это сказывается на их жизни и о том, как они исчезают после встречи с фантомом Бугипоп (яп. ブギーポップ・ファントム). Фантом объясняет, что на деле она прячет их под городом, чтобы защитить, и хоть их тела больше не функционируют, они следят за городом и спят до тех пор, пока остальное человечество не достигнет той же ступени эволюции, что они.

## Роли озвучивали
| Актёр            | Роль                            |
| ---------------- | ------------------------------- |
| Каори Симидзу    | Бугипоп, Тока Миясита           |
| Маюми Асано      | Фантом Бугипоп                  |
| Дзюн Фукуяма     | Масами Саотомэ, Фантом Мантикор |
| Ю Асакава        | Наги Кирима                     |
| Санаэ Кобаяси    | Манака Кисараги                 |
| Ракуто Тотихара  | Пум Пум                         |
| Кё Нагасава      | Кадзуко Суэма                   |
| Фумико Орикаса   | Саки Ёсидзава                   |
| Хирофуми Нодзима | Ёдзи Суганума                   |
| Мамико Ното      | Мото Тономура                   |
| Сидзума Ходосима | Дзёноти Хисаси                  |
| Мэгуми Насу      | Мисудзу Арито                   |
| Сотаро Кобаяси   | офицер Ямамото                  |

### Список серий
| 01 | Картины воспоминаний «Portraits from Memory»                      | 5 января 2000 года   |
| Месяц назад в небесах появился столп света. Приблизительно в то же время исчез Масами Саотомэ, парень, в которого была влюблена Мото Тономура. Однажды по пути домой она вновь видит его и гонится за ним, как за призраком, чтобы больше не жалеть, что она не призналась ему в любви. |                                                                   |                      |
| 02 | Свет во тьме «Light in Darkness»                                  | 12 января 2000 года  |
| Уже месяц после появления столпа света Дзёноти Хисаси может видеть жуков, цепляющихся к сердцам людей. Он может снимать их, освобождая людей от сердечной боли, которую они испытывают, правда, вместе с воспоминаниями о ее причине, да и это оставляет сильный отпечаток на нем самом. |                                                                   |                      |
| 03 | Жизнь может быть так прекрасна «Life can be So Nice»              | 19 января 2000 года  |
| Мисудзу Арито, прозванная в школе «Панару», учит окружающих принимать мир таким, каким он есть, и любить всё вокруг. Однако Мисудзу подавляет собственные воспоминания о том, как она пять лет назад нашла труп Мэгами Тоямы, своей лучшей подруги. Неспособная принять это, она пытается жить жизнью Мэгами.                                                                               |                                                                   |                      |
| 04 | Моя прекрасная леди «My Fair Lady»                                | 2 февраля 2000 года  |
| Ёдзи Суганума должен следовать в жизни путём, избранным его отцом, но увлечён компьютерами. Будучи замкнутым и изолированным от окружающих, он общается лишь со своей девушкой, которую сам же и создал с помощью компьютера. Ёдзи обращается к новому наркотику «Тип С», желая изменить свою жизнь, но его ждёт только безумие, когда грань между реальностью и выдумкой начнет стираться. |                                                                   |                      |
| 05 | Интерлюдия «Interlude»                                            | 26 января 2000 года  |
| Пока офицер Морита обсуждает слухи о секретной организации с офицером Ямамото, Кадзуко Суэма, увлеченная изучением психологии, в частности психологии преступников, пытается узнать правду о событиях пятилетней давности от Наги Киримы. |                                                                   |                      |
| 06 | День матери «Mother's Day»                                        | 9 февраля 2000 года  |
| Отношения Сидзуэ Вакаса с ее матерью пострадали после смерти ее отца и так и остались неразрешенными после ее смерти. Пять лет спустя после ее смерти мать читает дневники Сидзуэ и узнаёт правду. |                                                                   |                      |
| 07 | Пока Урэ снова в моих руках «Until Ure in My Arms Again»          | 16 февраля 2000 года |
| Мамору Ойкава жесток по отношению к своей сестре Саёко, но это еще цветочки по сравнению с тем, как он относится к остальному миру. Он ищет «бесполезные» вещи и стирает их существование. |                                                                   |                      |
| 08 | Она так необычна «She's So Unusual»                               | 23 февраля 2000 года |
| Наги Кирима старается из тени защищать этот мир от всего, что может ему угрожать. Но настоящие проблемы в ее жизни возникают, когда она встречает Итиро Кисиду, жутко похожего на ее первую любовь — Симпэя Куроду. |                                                                   |                      |
| 09 | Ты никогда не будешь молодым дважды «You'll Never be Young Twice» | 1 марта 2000 года    |
| Саки Ёсидзава любит играть на фортепиано больше всего в жизни, но ее уверенность в своих силах оказывается пошатнувшейся после слов ее репетитора. Теперь она не уверена, стоило ли всё этого, и ищет решение, услышав слухи о Пайсли-Парке. |                                                                   |                      |
| 10 | Пум Пум «Poom Poom»                                               | 8 марта 2000 года    |
| Пум Пум путешествует между магическими мирами. Он обустраивает приют для потерявшихся детей в Пайсли-Парке. Наги Кирима расследует, что же скрывается за этим. В детей оказываются обращены детские надежды и мечты взрослых, сожалеющих о своей судьбе и получивших воздушный шар от Пум Пума. Сами же взрослые после этого становились лишь пустыми оболочками самих себя.                |                                                                   |                      |
| 11 | Под радугой гравитации «Under the Gravity's Rainbow»              | 15 марта 2000 года   |
| Манака Кисараги провела всю свою жизнь взаперти и умерла, так и не увидев мира вокруг. После того, как Эхо случайно вернул ее к жизни, она решает наверстать упущенное. |                                                                   |                      |
| 12 | Реквием «A Requiem»                                               | 22 марта 2000 года   |
| Прошел год. Все вокруг кажется мирным и спокойным. Кадзуко Суэма и Тока Миясита готовятся к вступительным экзаменам, но еще остались свободные концы и секреты. |                                                                   |                      |

## Визуальное исполнение
Преобладающим в цветовой палитре аниме является коричневый цвет, закатное небо придаёт кадрам эффект фотографий в сепии. Даже если в кадре должны появиться яркие цвета, такие как зелень травы или красная одежда, их оттенок заглушается. Большинство событий разворачивается ночью в узких переулках, парках, дворах неназванного города, но даже дневные сцены лишены цвета и ослаблены с помощью мягких линий. Из-за этого появляющиеся вспышки света оказываются более живыми и оставляющими сильное впечатление. Настоящие цвета же появляются лишь в последней серии, события которой разворачиваются в Токио.
Дизайн взрослых персонажей более детализирован, тогда как подростки, играющие большинство ролей в сюжете, изображены проще и в некоторой степени легко взаимозаменяемы. Выделяется среди них только Наги Кирима, героиня, оказывающаяся ввязавшейся в большинство событий, в её лице больше черт, как если бы опыт и четкая позиция делают её взрослей.

## Музыка
CD 1
| №  | Название        | Музыка                     | Длительность |
| -- | --------------- | -------------------------- | ------------ |
| 1. | «Happy End»     | Flare (Кэн Иши)            | 8:16         |
| 2. | «In Heaven»     | SiLC                       | 7:17         |
| 3. | «Penalty Taker» | Audio Active               | 7:06         |
| 4. | «Gataway»       | Сусуму Ёкота               | 5:11         |
| 5. | «Delirious»     | SiLC и 2k + D's of Redline | 4:26         |
| 6. | «Stormy Soup»   | AOA                        | 9:05         |

CD 2
| №  | Название            | Музыка                        | Длительность |
| -- | ------------------- | ----------------------------- | ------------ |
| 1. | «Boogiepop Me Up»   | Ming & FS                     | 5:59         |
| 2. | «A Furrow Dub»      | Sugar Plant                   | 6:02         |
| 3. | «Torso»             | Sadesper Record (Горо Ватари) | 6:11         |
| 4. | «Snow Coast»        | Ёсихиро Савасаки              | 9:03         |
| 5. | «Unstability»       | Хидэнобу Ито                  | 5:05         |
| 6. | «Pone»              | Рэи Хараками                  | 5:17         |
| 7. | «Angel in the Dark» | M.Y.K.N.                      | 7:16         |

Звукорежиссёром Boogiepop Phantom стал Ёта Цуруока. Саундтрек сериала включает множество исполнителей и жанров: от григорианского пения до электроники. Электронное звучание отлично подчеркивает странную атмосферу происходящего, не скатываясь к клише, а отлично подобранные оригинальные звуковые эффекты только усиливают эффект.
Начальная тема аниме — Evening Shower (яп. 夕立ち Юдати), использовавшаяся также в качестве завершающей композиции в игровом фильме-приквеле Boogiepop and Others, была написана и исполнена Сикао Суга. Kyoko создала и исполнила завершающую композицию Future Century Secret Club (яп. 未来世紀㊙クラブ Мирай Сэйки Марухи Курабу).
Саундтрек был переиздан AnimeTrax и выпущен The Right Stuf International в США на двух компакт-дисках 30 апреля 2002 года. И начальная, и завершающая песня в него не вошли, но они были изданы на альбомах соответствующих исполнителей. Evening Shower вышла 8 сентября 1999 года, ещё до показа сериала, в составе альбома Sweet Сикао Суги, тогда как Future Century Secret Club была выпущена в виде сингла 9 февраля 2000 года, а 8 ноября того же года как часть альбома Under The Silk Tree.
Также звучит отрывок оперы Вагнера «Нюрнбергские мейстерзингеры» (версия Бугипопа). В качестве бонус-трека его выпустили на сингле и альбоме, вдохновлённом Boogiepop and Others.

## Выпуск на видео
Аниме впервые вышло в Японии от VAP в 2000 году на VHS, LD и 6 DVD, с заголовком «Evolution», по 2 серии на диск. Формат — 1,33:1 (4:3), стандарт — 480i, система — NTSC, кодек — MPEG-2, звук — стерео 2.0. В 2001 году в США и Великобритании лицензию приобрела Right Stuf International. Присвоен рейтинг 15. Тираж выходил в 2001—2002 годах (обычное издание на 4 дисках), в 2003 году выпущен коллекционный комплект DVD плюс саундтрек, в 2006 году — 5 дисков Thinpak Collection, включая игровой фильм. Спрос не угасал, и 5 июня 2012 года появилось переиздание. Дополнительные материалы включают комментарии режиссёра и продюсеров для каждого эпизода, галерею рисунков, информацию о персонажах, видеоклипы, японские промо трейлеры, а также музыку опенинга и эндинга.
Соотношение 4:3 вписывается в художественный замысел, который стремится сделать происходящее похожим на туманный кошмар в туннеле. Ничто неясно, и персонажи вращаются вокруг этого, будто пытаются смотреть на солнечный свет после того, как несколько часов находились в ловушке в тёмной комнате. Для такого сериала должен быть сильный контраст, но его нет. Чёрные полосы появляются регулярно из-за тёмного фона. Чаще встречаются некрасивые макроблоки (квадратные фрагменты изображения размером 16x16 пикселов), хотя это не так очевидно во время более яркого видеоряда. Качество DVD оставляет желать лучшего. Реставрация изображения не проводилась, потому что нужно работать с оригинальной плёнкой. Английская дорожка Dolby Digital 5.1 не усиливает атмосферу, поэтому лучше слушать в стерео 2.0, что звучит более естественно. Чтобы насладиться сериалом таким, каким он есть, следует выбирать оригинальную японскую озвучку.
В 2019 году Boogiepop Phantom был издан Nozomi Entertainment на Blu-ray в формате 1,33:1 и со звуком LPCM 2.0. Однако 1080i является результатом апскейлинга. Несмотря на улучшение детализации, осталась проблема с деинтерлейсингом, по краям заметны широкие ореолы, хотя эти артефакты могут быть легко исправлены с помощью обычных фильтров сглаживания и удаления помех. Главный недостаток Blu-ray заключается в том, что текст финальных титров полностью стёрт. Но в дополнительных материалах есть чистые эндинги каждой серии, что позволяет набрать вручную и наложить. Исходное видео содержало 29 кадров в секунду, здесь уже 23 кадра в секунду.
В 2020 году Crunchyroll добавил аниме в свой каталог для пользователей США и Канады. В 2021 году Anime Limited объявила о выпуске Blu-ray в рамках акции «12 дней Рождества», дата была перенесена на 14 февраля 2022 года. Это коллекционное издание с ограниченным тиражом. Дополнительные материалы состоят из комментариев на английском языке, опенинга и эндинга без титров, видеоклипов вступительной и финальной песен, музыкального видео Fruits, телевизионных и рекламных роликов. К двум дискам прилагается 72-страничный буклет.

## Отзывы и критика
Сериал обладает большим сходством с «Экспериментами Лэйн» в первую очередь из-за схожести визуального стиля, что объясняется тем, что за дизайн персонажей отвечал Сигэюки Суга, ключевой аниматор «Экспериментов». Но в то же время сериалы похожи также и сеттингом современного японского города во власти невидимых и непонятных сил. В «Лэйн» эти силы имели техногенную природу, тогда как в Boogiepop Phantom — они более связаны с классикой хорроров, историями о призраках, вампирах, жестоких убийцах, тайных организациях и «ангелах смерти». Кроме того, тон сериала напоминает современные ему японские фильмы ужасов, такие как «Звонок» и «Спираль». Заговоры и тайные общества, особенно в первой части аниме, несут на себе явный отпечаток «Секретных материалов». Его можно назвать аниме-воплощением «Твин Пикс». В целом повествование одно из самых абстрактных, встречающихся в аниме, настолько что «Эксперименты Лэйн» и «Евангелион» на этом фоне кажутся открытой книгой.
Аниме рассматривает психологическое состояние современной японской молодежи через череду запутанных паранормальных событий, резко меняющих их жизнь. Брайн Кэмп в книге Anime Classics ZETTAI! 100 Must-See Japanese Animation Masterpieces отмечает, что вместо того, чтобы рассказать историю аниме во многом выступает с критикой японского общества и того давления, что оно оказывает на детей, заставляя следовать в жизни «правильным» путём. «Эволюционировавшие» дети и охотящаяся за ними тайная организация в такой ситуации становятся метафорой на подавление любых проявлений индивидуальности, в чём аниме параллельно вышедшему в том же году фильму «Королевская битва». Многие моменты при этом рассказываются с помощью символических образов. Повторяющейся темой также становятся ошибки родителей, как совсем забрасывающих детей, так и настраивающих их на строгое следование правилам системы. Другие образы взрослых также показаны подавляющими юных персонажей. Эта тема приводит к конфликту в 10 серии, где Пум Пум, слившись с образом гамельнского крысолова, заманивает детей вечно играть в заброшенном парке развлечений, оставаясь в счастливом детском мире. Ему противостоят Наги Кирима и Бугипоп с позиции, что надо взрослеть и двигаться вперёд.
В 2020 году сериалу исполнилось 20 лет. Comic Book Resources в обзоре указал, что для поклонников жанра ужасов аниме имеет культовый статус. Boogiepop Phantom — это уникальный взгляд, поскольку он напрямую не адаптирован из ранобэ. Сюжет из ряда «А что если?» разыгрывается так, как будто это антология «Сумеречной зоны». 12 серий представляют собой изменяющее сознание путешествие по странному переулку, проходящему через серьёзные проблемы с употреблением наркотиков, психическим здоровьем и отвратительный миром отаку с примесью паранормальной активности. Каждый эпизод исследует судьбу одного из таких людей, большинство которых встречают ужасающий или извращённый конец. Бугипоп играет второстепенную роль, приходя на помощь в самый последний момент. Отличительной особенностью является повествование, основанное на отдельных персонажах и придающее индивидуальное значение. Например, в 4 серии главным выступает Ёдзи Суганума, потерявший грань между реальностью и игровым миром свиданий. Его деградация раздражает, а изменение — зрелище в стиле Сатоси Кона, что выделяется среди столь же жутких посылов.
Джонатан Клементс и Хелен Маккарти в своей энциклопедии написали, что режиссёр Такаси Ватанабэ и сценарист Садаюки Мураи мастерски соединили городские легенды в духе «Звонка», Perfect Blue и «Агента Паранойи», а также элементы американских stalk and slash ужасов с жизнью подростков. Детям предоставляется возможность никогда не взрослеть, как в сказке «Питер и Венди», хотя их умы заняты проблемами взрослых. На самом поверхностном уровне это может показаться ещё одной историей об уничтожении призраков в современном Токио, но Boogiepop Phantom показывает проблеск оригинальности в устоявшемся жанре. По мнению Polygon, известное трио Boogiepop Phantom, «Эксперименты Лэйн» и «Агент Паранойи» предпочитает атмосферу, жуткие образы и ощущение, где реальность не такая, как кажется. Они посвящены паранойе и экзистенциализму, в результате чего наиболее близки к жанру хоррор, даже если сюжеты не следуют явным канонам.
Валерий Корнеев и Ева Соулу в статье для журнала «Страна игр» оценили на 4 из 5 звёзд. Произведение можно считать философским, психологическим, мистическим, научно-фантастическим кошмаром. Бугипоп несёт смерть самообману, без которого жизнь часто не имеет смысла: «Тосковать по прошлому и застрять в нём — разные вещи». Музыка следует колориту и стимулирует адреналин, с лёгкость забывая о тишине. Основная интрига станет ясна лишь к последнему эпизоду — Boogiepop Phantom хорошо маскирует свои загадки. Недосказанность и нелогичность вполне к лицу этому красивому, бледному и мрачному миру.
Сайт THEM Anime назвал сериал «мрачным, удивительным, сюрреалистичным, как „Нуар“ без сексуальной привлекательности, явного юмора и медленных повторов». Вероятно, это самый сложный синопсис за всю историю аниме. Отдельные части головоломки формируют целую картину. Каждый эпизод оригинален, хотя они взаимосвязаны. События воспроизводятся в обратном порядке, что может показаться довольно запутанным, случайным и причудливым, но так и рассчитано, чтобы было максимальное воздействие на аудиторию. Весьма интересно по ходу сюжета находить подсказки и отгадывать загадки. Уникальный визуальный стиль, подобно «Экспериментам Лэйн» и Vampire Princess Miyu, обеспечивает вместе со звуком и музыкой нужную атмосферу: всё до последней серии окрашено в более тёмные, туманные тона. Madhouse, которая также выпустила «Ди: Жажда крови», действительно проделала потрясающую работу.